# Mike Trésor Ndayishimiye
Mike Trésor Ndayishimiye (* 28. Mai 1999 in Antwerpen), Spielername auch Mike Trésor, ist ein belgischer Fußballspieler burundischer Abstammung, der seit Juli 2023 beim FC Burnley unter Vertrag steht.

## Karriere

### Verein
Ndayishimiye spielte in den Nachwuchsabteilungen des KFC Avenir Lembeek und AFC Tubize, bevor er im Sommer 2013 in die Jugend des RSC Anderlecht in der Region Brüssel-Hauptstadt wechselte. In seinem dritten Jahr schaffte er weder den Sprung in die U21-Mannschaft, noch in die erste Mannschaft und verlängerte schließlich seinen Vertrag bei den Paars-wit im Sommer 2018 nicht.
Nach über zweimonatiger Vereinslosigkeit schloss sich Ndayishimiye am 11. September dem niederländischen Zweitligisten NEC Nijmegen an. Zehn Tage später debütierte er beim 3:2-Auswärtssieg gegen Helmond Sport für seinen neuen Verein, als er in der Schlussphase für Jonathan Okita eingewechselt wurde. Nachdem er in der Hinrunde der Saison 2018/19 nur sporadisch zu Einsatzzeiten kam, etablierte er sich ab Januar 2019 als regelmäßiger Starter. Am 13. Januar 2019 (20. Spieltag) erzielte er bei der 2:3-Auswärtsniederlage gegen den FC Eindhoven seinen ersten Saisontreffer. In dieser Spielzeit bestritt er 25 Ligaspiele, in denen ihm sieben Tore und drei Vorlagen gelangen, womit er wesentlich zum Erreichen der Aufstiegs-Play-offs beitrug.
Am 2. September 2019 wechselte er auf Leihbasis für die gesamte Saison 2019/20 zum Erstligisten Willem II Tilburg. Die Tricolores sicherten sich außerdem eine Kaufoption für den offensiven Mittelfeldspieler. Beim 4:0-Auswärtssieg gegen Quick Den Haag im KNVB-Pokal am 30. Oktober erzielte er einen Hattrick und bereitete den vierten Treffer von Paul Gladon vor. In der Folge schaffte er den Durchbruch in die Startformation von Cheftrainer Adrie Koster. Sein erstes Ligator für Willem gelang ihm am 30. November (15. Spieltag) beim 4:0-Heimsieg gegen Sparta Rotterdam. In dieser Spielzeit bestritt er 20 Ligaspiele, in denen ihm fünf Tore und drei Vorlagen gelangen. Zur Spielzeit 2020/21 wechselte er permanent zu Willem II, wo er einen Dreijahresvertrag unterzeichnete.
Bereits ein Jahr später ging er zurück nach Belgien und schloss sich dem KRC Genk an, wo er einen Vertrag bis Sommer 2025 unterschrieb. In seiner ersten Saison bestritt er 30 von 40 möglichen Ligaspielen für Genk, ein Pokalspiele, fünf Spiele im Europapokal und das verlorene Spiel um den Superpokal. Für seine Leistungen in der Saison 2022/23, in der ihm in seinen 39 Einsätzen in der Liga neben acht eigenen Toren insgesamt 21 Torvorlagen gelangen, wurde er mit dem Ebbenhouten Schoen ausgezeichnet. Lediglich bei einem Spiel fehlte er infolge einer Sperre nach einer roten Karte. Zu Beginn der neuen Saison 2023/24 bestritt er zwei von vier möglichen Ligaspielen für Genk sowie drei Qualifikationsspiele im Europapokal.
Anfang September 2023 wechselte er zunächst auf Leihbasis nach England zum FC Burnley, der zu dieser Saison in die Premier League aufgestiegen war. Trainer war zu diesem Zeitpunkt der Belgier Vincent Kompany. Dort konnte er sich jedoch nicht durchsetzen; nachdem er in der ersten Hälfte der Saison noch regelmäßig als Einwechselspieler zum Einsatz gekommen war, bestritt er ab Ende Januar bis zum Saisonende nur noch zwei weitere Kurzeinsätze und stieg mit der Mannschaft im Sommer 2024 in die EFL Championship ab. Aufgrund einer mit Genk vereinbarten Kaufpflicht nahm ihn der FC Burnley nach Ablauf der Leihe anschließend gegen Zahlung einer kolportierten Ablösesumme von etwa 18 Millionen Euro fest unter Vertrag, dort fand Ndayishimiye in der anschließenden Saison 2024/25 jedoch keine Berücksichtigung mehr und kam lediglich im Januar 2025 beim Pokalspiel gegen den FC Reading zu einem einzigen Pflichtspieleinsatz in diesem Jahr.

### Nationalmannschaft
Ndayishimiye bestritt zwischen September 2015 und März 2016 elf Länderspiele für die belgische U17-Nationalmannschaft, in denen er einen Treffer erzielte. Anschließend war er fünfmal für die U18 und zehnmal für die U19 im Einsatz. Für Letztere erzielte er sechs Tore. In den Jahren 2019 und 2020 war er belgischer U21-Nationalspieler und traf drei Mal in sechs Spielen.
Für die Qualifikationsspiele zur Europameisterschaft 2024 gegen Österreich und Estland im Juni 2023 wurde er zum ersten Mal in die A-Nationalmannschaft berufen und in beiden auch eingesetzt. Dies blieb im Anschluss jedoch seine bislang einzige Nominierung in den Nationalkader.

## Auszeichnungen
- Ebbenhouten Schoen (bester afrikanischer Spieler bzw. Spieler afrikanischer Herkunft in der Division 1A): 2023[13]

## Persönliches
Mike Trésor Ndayishimiye ist der Sohn des ehemaligen burundischen Fußballspielers Freddy Ndayishimiye.